# Solanum pseudopersicum
Solanum pseudopersicum là loài thực vật có hoa trong họ Cà. Loài này được Pojark. miêu tả khoa học đầu tiên năm 1955.